# Zorrilla's Fest
Zorrilla's Fest es un festival cultural LGBTI+ anual iniciado en 2022 en la ciudad española de Valladolid, organizado por Fundación Triángulo Castilla y León  y patrocinado por el Ayuntamiento de Valladolid. Es un evento que se enmarca dentro del mes del Orgullo. Durante el festival se realizan actividades como conversatorios, mesas redondas, proyecciones de películas, actividades deportivas, y cuenta con un acto principal musical gratuito en la plaza de la Universidad.
El festival nació de la necesidad de reivindicar la diversidad sexual y de género, y poner a la ciudad como referente en la lucha por los derechos LGBTIQ+.
El nombre del festival es un homenaje al escritor José Zorrilla, referente de la cultura vallisoletana. Además, el insulto misógino «zorrilla» forma pare de una reapropiación por parte de la organización para darle un carácter reivindicativo.

## Ediciones

### 2022

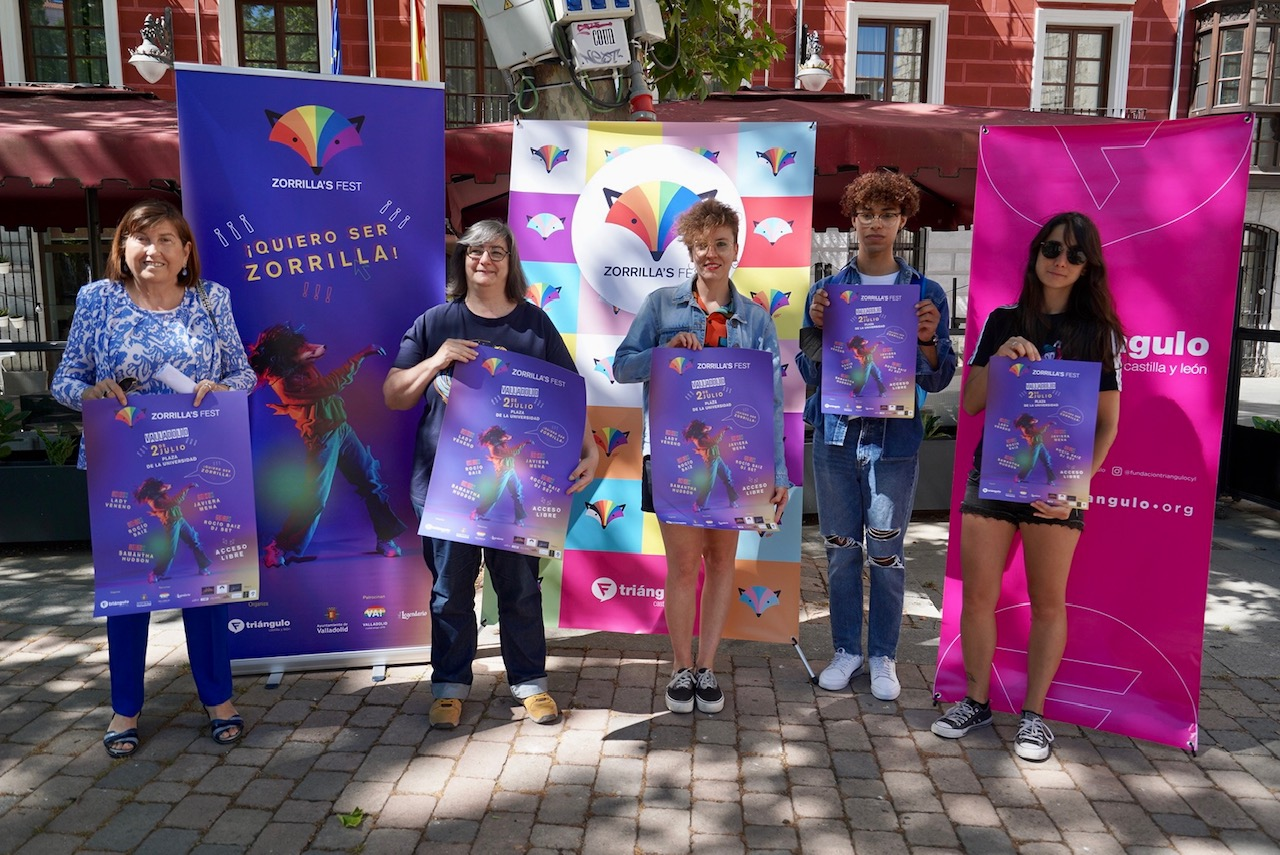
Presentación del Zorrilla's Fest en 2022

El primer Zorrilla's Fest se celebró entre el 23 de junio y el 3 de julio. Las actividades iniciaron con una exposición abierta durante todo el desarrollo del festival. También se instaló una mesa informativa sobre diversidad sexual y prevención de ITS en el festival Conexión Valladolid. En cuanto a las actividades audiovisuales se realizó un serie fórum sobre Heartstopper, y la proyección «Los mejores cortos del CINHOMO» en el espacio SEMINCI de la ciudad. También se programó el recorrido en bici «Orgullo LGBTI sobre ruedas». Además se realizaron espectáculos musicales en diferentes bares de la ciudad. El cierre del festival fue un concierto gratuito en la plaza de la Universidad de las cantantes Javiera Mena, Samantha Hudson, Rocío Saiz y la drag queen local Lady Veneno.

### 2023

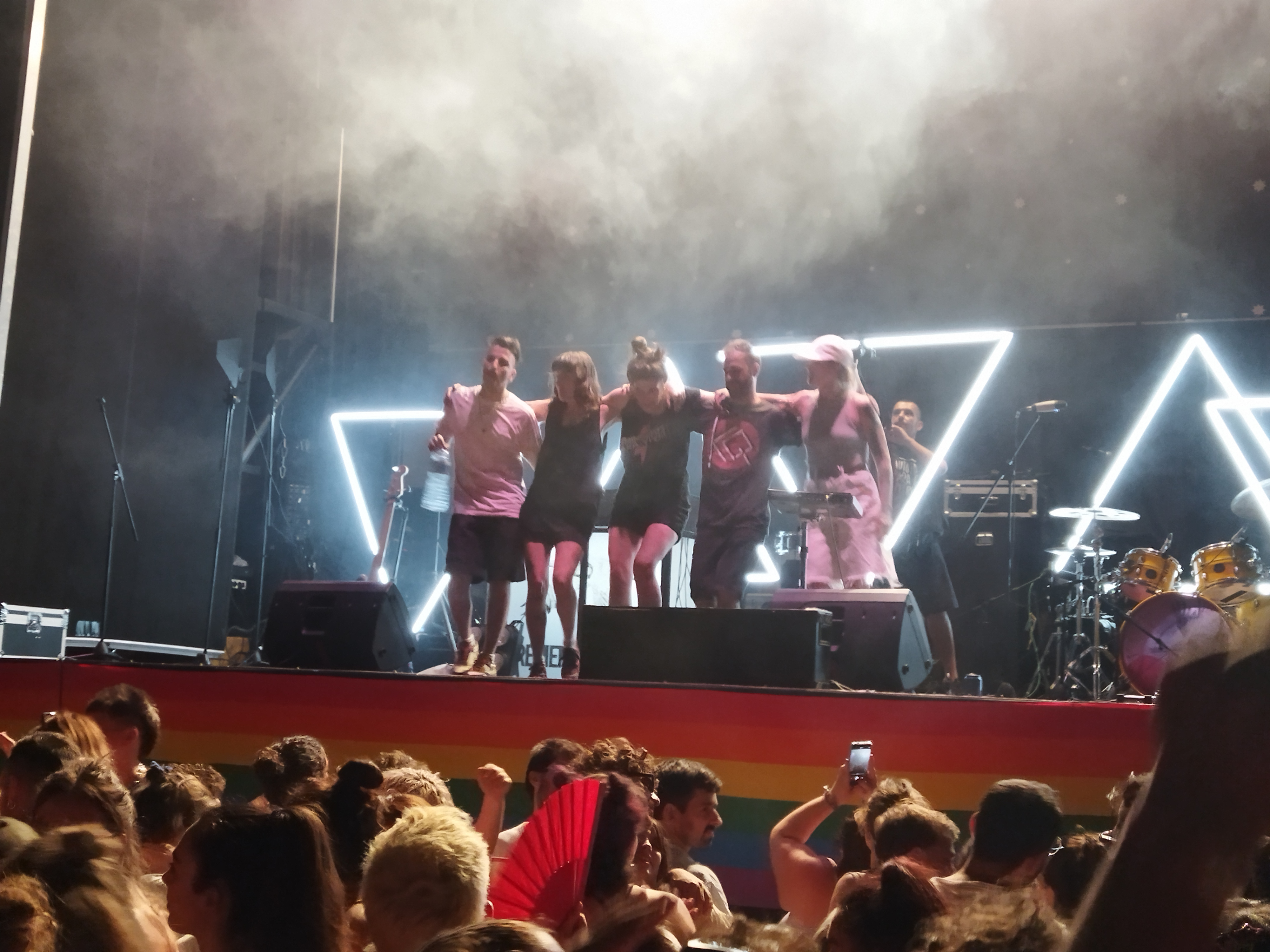
Tremenda Jauría en el Zorrilla's Fest 2023

La edición de 2023 se celebró entre los días 15 y 28 de junio. Se inició con la presentación del libro Por rojos y maricones del autor Nacho Esteban. También se realizó una «Ruta de tapas arcoíris», un recorrido a través de una veintena de establecimientos que concursaron para obtener el galardón a la mejor tapa LGBTI del año. También se repitió la ruta ciclista «Orgullo LGBTI sobre ruedas» por diferentes barrios de la ciudad, y la proyección de películas exhibidas durante el CINHOMO.
El cartel del evento principal estuvo compuesto por el colectivo musical español Tremenda Jauría, el grupo musical argentino Kumbia Queers, el actor y dj Aníbal Gómez, el artista emergente Chacho Cósmico y la drag rural Mery Endazo. Según la organización, asistieron unas 2500 personas. Posteriormente hubo un show de djs en un bar de la ciudad.
El último día del festival, tras la manifestación por el día del Orgullo LGBT, se organizó un cierre con la actuación de Lady Veneno.

### 2024

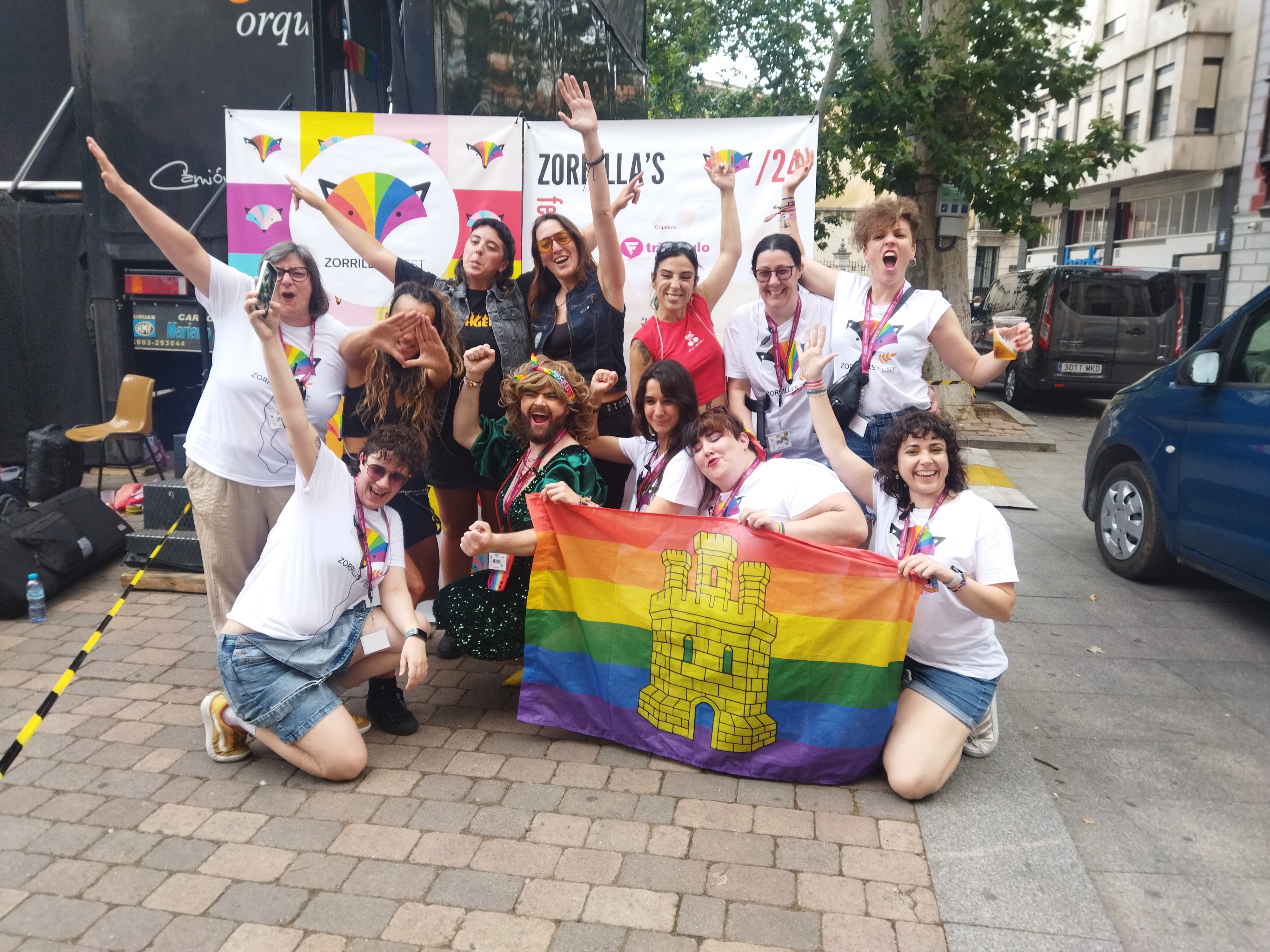
Ketekalles, con parte de la organización, tras su presentación en la edición de 2024

La tercera edición tuvo lugar entre el 3 y el 30 de junio. Al igual que en ediciones pasadas, se realizó una exposición de arte y la ruta de tapas y cócteles, así como la ruta en bicicleta. También la exhibición de cortometrajes y una película, esta vez la búlgara Liuben del director Venci Kostov.
Una novedad de esta edición fue la convocatoria a un vermú en la plaza de Cantarranas, como cita previa al espectáculo musical, y amenizado por el dúo de djs Trini y Tina. Durante el evento principal, el concierto gratuito el 22 de junio, actuaron las artistas catalanas Ketecalles, el cantautor Joe Crepúsculo, Putochinomaricón, y el trio de djs Coolnenas.  La organización estimó que el concierto atrajo a 10,000 personas.

### 2025

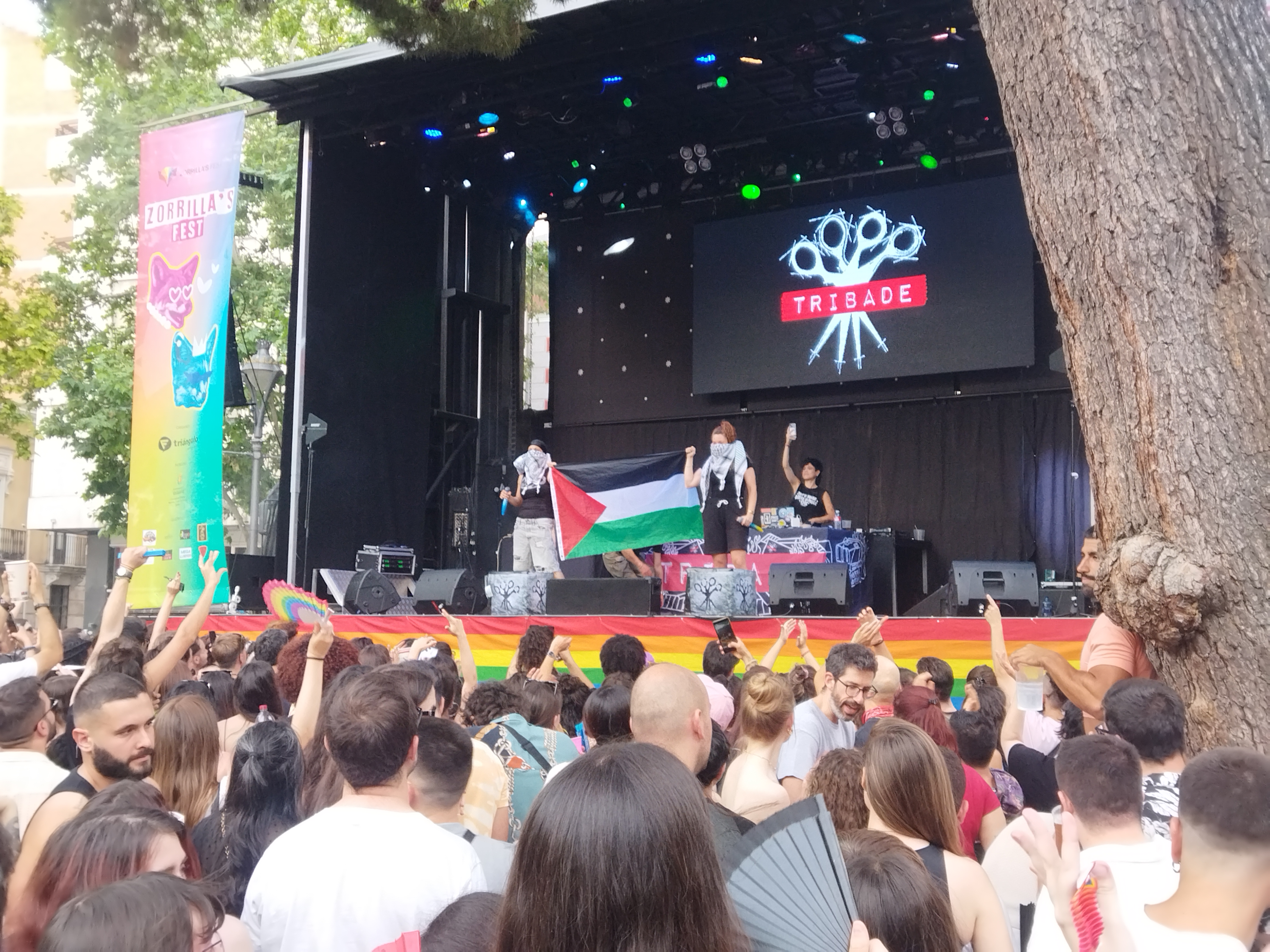
El grupo Tribade en el festival de 2025

En 2025 se anunciaron que la puertorriqueña Villano Antillano, la dj Sofía Cristo, el dúo Tribade, el grupo de folclor urbano local Delameseta y la guatemalteca La Curandera serían quienes participen en el concierto programado para el 21 de junio, día en que también se celebró el Día Europeo de la Música. La novedad de esta edición fue la organización de talleres sobre expresiones artísticas, como maquillaje drag, uno de jotas queer y otro de voguing. Durante el festival se realizó la ruta de tapas y cocteles, que buscaron ganar un premio por votación popular, y las presentaciones de los libros Power Ranger rosa de Christo Casas y Espérame en Callao de Rafa del Olmo. También se instaló un mercadillo de productos locales y artesanales durante el concierto gratuito.
El 10 de junio se exhibieron el documental Un hombre tranquilo, dirigido por César Vallejo, Santiago Gómez Merino y Alberto J. Fernández, mejor documental de Cinhomo 2025, sobre la vida del activista Miguel Ángel Sánchez, y los cortometrajes Fuck off de David Baquero, Las pardas de Simone Sojo, Delincuente de Alba Domínguez y Nuria Vilán Prado, Kokuhaku de Adrià Guxens, y Anna Kann Alles de Loida García.
Durante esta edición, Irene Carvajal, del partido de extrema derecha Vox y concejala de Educación y Cultura del Ayuntamiento de Valladolid, justificó su oposición a apoyar el festival y su partida presupuestaria porque «no da una visión positiva de la homosexualidad y juega al equívoco identificando este colectivo con la promiscuidad». 